# Lonicera kingdonii
Lonicera kingdonii är en kaprifolväxtart som beskrevs av C. E. C. Fischer och Kaul. Lonicera kingdonii ingår i släktet tryar, och familjen kaprifolväxter. Inga underarter finns listade i Catalogue of Life.